# كاربينوكسامين
كاربينوكسامين Carbinoxamine

## الزمرة الدوائية
مضادات الهيستامين

## آلية التأثير
هو مشتق مونوإيثيل أمين، ينتمي للجيل الأول من مضادات الهيستامين، مع تأثيرات مضادات المسكارين وحاجبات السيروتونين. قد يسبب نوم عميق.

## الحرائك الدوائية
العمر النصفي: 10 - 20 ساعة.

## الصيغة الكيميائية
C16H19ClN2O

## الكتلة المولية
290.788 g/mol

## الاستعمال
حالات التحسس.

## الجرعة
فموي:
1. البالغين: وحده أو بالمشاركة، 2-4 ملغ 3-4 مرات/يوم.
2. الأطفال: 1-2 ملغ 3-4 مرات/يوم.

## الإعطاء
يجب أن يؤخذ مع الطعام.

## مضادات الاستطباب
الخدج وحديثي الولادة.

## تحذيرات
1. قد يعيق القدرة على القيادة وإدارة الآلات.
2. يجب تجنب الكحول.
3. الغلكوما مغلقة الزاوية، واحتباس البول، وفرط تنسج البروستات أو pyloroduodenal obstruction، والصرع، والاضطراب الكبدي.
4. الحمل والإرضاع.
5. الكهول.

## الحمل
ينتمي لأدوية المجموعة C.

## التأثيرات الجانبية
- تثبيط CNS ويشمل وسن خفيف إلى نوم عميق، تراخي، دوار، incoordination، صداع، اضطراب نفسي حركي وتأثيرات مضادة للمسكارين.
- نادراً، يحدث طفح، تفاعلات فرط الحساسية، اضطراب دموي، اختلاج، تعرق، ألم عضلي، إحساس زائف/إحساس نمل paraesthesias، تأثيرات extrapyramidal، رعشة، ارتباك، اضطراب معدي معوي واضطراب النوم، طنين الأذن، انخفاض الضغط، تساقط الشعر.

## التداخلات الدوائية
تثبيط CNS: الكحول، الباربيتورات، المنومات، المسكنات الأفيونية، المنومات المضادة للقلق، مضادات الذهان، مضادات المسكارين الأخرى، مثبطات MAO MAOIs، مضادات الاكتئاب ثلاثية الحلقة TCAs، بيتاهيستين، أدوية الـototoxic. يمكن أن يحجب علامات الـOtotoxic الناتجة عن الأمينوغلكوزيدات.

## التداخلات المخبرية
قد يتداخل مع اختبارات الجلد.